# 浜益村
浜益村（はまますむら）は、北海道石狩支庁の最北端に位置していて、浜益郡に所属していた村。
村名の由来は、アイヌ語の amam-suke アママスケ（穀物(雑穀)・煮る）からとする説と、浜-maske-i はまマシケイ（（浜の）・余る・もの）とする説、浜-mas-ke はまマシケ（（浜の）・カモメ・ところ）とする説があり、後二者が有力視されている。現在の増毛町が同じ地名であったので区別する為に「浜」を接頭したとされる。何が余っていたのか明らかではないが、ニシンではないかとする説がある。前者でも「穀物を煮る地」というものがどういうものであったかは、明らかにされていない。
2005年（平成17年）10月1日、厚田村と共に石狩市へ編入され、浜益村区域は、石狩市の地域自治区「浜益区」となった。

## 地理
石狩支庁北部に位置、西部の日本海、東部の山地にはさまれた険しい地形。
- 山：浜益岳 (1,258m)、群別岳 (1,376m)、黄金山 (740m)
- 河川：浜益川
- 島：トド島 - 雄冬事件の舞台となった。

### 隣接していた自治体
- 石狩支庁：厚田村、当別町
- 空知支庁：新十津川町
- 留萌支庁：増毛町

## 歴史・沿革
- 1707年（宝永3年） 松前藩によって益毛場所が開かれ、その後「浜益毛」から「浜益」となった。
- 1830年 - 1843年（天保年間） 浜益神社が創建される。
- 1858年（安政5年） 浜益に荘内藩の陣屋が築かれた。
- 1869年 北海道11国86郡が置かれ、石狩国浜益郡が置かれた。
- 1902年4月1日 浜益郡茂生村（もい）、群別村（くんべつ）が合併、二級町村制、浜益郡浜益村。
- 1907年4月1日 浜益郡黄金村（こがね）と新設合併し、一級町村制施行。
- 2005年 石狩市に編入合併、浜益郡消滅。

## 経済
基幹産業は漁業。浜益漁港が置かれる。

## 教育
道立高等学校
- 北海道浜益高等学校（2011年3月に閉校）

中学校
- 浜益中学校

小学校
- 浜益小学校

## 交通

### 鉄道
村内を鉄道路線は通っていない。鉄道を利用する場合の最寄り駅は、JR北海道函館本線および根室本線の滝川駅。

### 路線バス
※石狩市との合併当時
- 札幌市と浜益村・留萌市間に北海道中央バスが1日2往復（特急札浜線・日本海るもい号）。※現在は廃止。
- 札幌市と浜益村・羽幌町間に沿岸バス（特急はぼろ号）が1日1往復。（村内では柏木・浜益に停車）
- 滝川市と浜益村の間に空知中央バス（滝浜線）が運行。（旧北海道中央バス路線）

### 道路
一般国道
- 国道231号
- 国道451号

## 名所・旧跡・観光スポット・祭事・催事
- 暑寒別天売焼尻国定公園
- 岡島洞窟遺跡
- 雄冬岬
  - 白銀の滝
- 千本ナラ

## 出身の有名人
- 石橋貴俊 - 元プロバスケットボール選手、元日本代表。現富山グラウジーズ監督。
- 中井祐樹 - ブラジリアン柔術家
- 錦風真悟 - 大相撲の元力士で現在は世話人。祖父が浜益村出身の為に浜益村出身を名乗っているが、本人が居住していたわけではない
- 山本夜羽音 - 漫画家